# Fußball-Weltmeisterschaft 1994/Brasilien
Dieser Artikel behandelt die brasilianische Fußballnationalmannschaft bei der Fußball-Weltmeisterschaft 1994. Bei der 15. Weltmeisterschaft nahm Brasilien zum fünfzehnten Mal an der Endrunde einer WM teil.

## Qualifikation
| Ecuador   | – | Brasilien | 0:0 |  |                                                                                          |
| Bolivien  | – | Brasilien | 2:0 |  | Tore: Etcheverry (88.), Peña (89.)                                                       |
| Venezuela | – | Brasilien | 1:5 |  | Tore: Raí (34. Elfmeter), Bebeto (70., 79.), Branco (71.), García (84.), Palhinha (88.)  |
| Uruguay   | – | Brasilien | 1:1 |  | Tore: Raí (28.), Fonseca (79.)                                                           |
| Brasilien | – | Ecuador   | 2:0 |  | Tore: Bebeto (34.), Dunga (54.)                                                          |
| Brasilien | – | Bolivien  | 6:0 |  | Tore: Raí (12.), Müller (18.), Bebeto (22., 60.), Branco Goal (36.), Ricardo Gomes (44.) |
| Brasilien | – | Venezuela | 4:0 |  | Tore: Ricardo Gomes (2., 89.), Palhinha (29.), Evair (31.)                               |
| Brasilien | – | Uruguay   | 2:0 |  | Tor(e): Romário (72., 82.)                                                               |

## Brasilianisches Aufgebot
| Nr.               | Name                    | Verein vor WM-Beginn    | Geburtstag | Spiele   | Tore     | Gelbe Karte | Rote Karte |
| Torhüter          | Torhüter                | Torhüter                | Torhüter   | Torhüter | Torhüter | Torhüter    | Torhüter   |
| ----------------- | ----------------------- | ----------------------- | ---------- | -------- | -------- | ----------- | ---------- |
| 1                 | Cláudio Taffarel        | AC Reggiana             | 08.05.1966 | 7        | 0        | 0           | 0          |
| 12                | Zetti                   | FC São Paulo            | 10.01.1965 | 0        | 0        | 0           | 0          |
| 22                | Gilmar                  | Flamengo                | 13.01.1959 | 0        | 0        | 0           | 0          |
| Abwehrspieler     |                         |                         |            |          |          |             |            |
| 2                 | Jorginho                | FC Bayern München       | 17.08.1964 | 7        | 0        | 1           | 0          |
| 3                 | Ricardo Rocha           | Vasco da Gama           | 11.09.1962 | 1        | 0        | 0           | 0          |
| 4                 | Ronaldão                | Shimizu S-Pulse         | 19.06.1965 | 0        | 0        | 0           | 0          |
| 6                 | Branco                  | Fluminense              | 04.04.1964 | 3        | 1        | 0           | 0          |
| 13                | Aldair                  | AS Rom                  | 30.11.1965 | 7        | 0        | 1           | 0          |
| 14                | Cafu                    | FC São Paulo            | 07.06.1970 | 3        | 0        | 1           | 0          |
| 15                | Márcio Santos           | Girondins Bordeaux      | 15.09.1969 | 7        | 1        | 0           | 0          |
| Mittelfeldspieler |                         |                         |            |          |          |             |            |
| 5                 | Mauro Silva             | Deportivo La Coruña     | 12.01.1968 | 7        | 0        | 1           | 0          |
| 8                 | Dunga                   | VfB Stuttgart           | 31.10.1963 | 7        | 0        | 1           | 0          |
| 9                 | Zinho                   | Palmeiras               | 17.06.1967 | 7        | 0        | 1           | 0          |
| 10                | Raí                     | Paris Saint-Germain     | 15.05.1965 | 5        | 1        | 0           | 0          |
| 16                | Leonardo                | Kashima Antlers         | 05.09.1969 | 4        | 0        | 0           | 1          |
| 17                | Mazinho                 | Palmeiras               | 08.04.1966 | 6        | 0        | 2           | 0          |
| Stürmer           |                         |                         |            |          |          |             |            |
| 7                 | Bebeto                  | Deportivo La Coruña     | 16.02.1964 | 7        | 3        | 0           | 0          |
| 11                | Romário                 | FC Barcelona            | 29.01.1966 | 7        | 5        | 0           | 0          |
| 18                | Paulo Sérgio            | Bayer 04 Leverkusen     | 02.06.1969 | 2        | 0        | 0           | 0          |
| 19                | Müller                  | FC São Paulo            | 31.01.1966 | 1        | 0        | 0           | 0          |
| 20                | Ronaldo                 | Cruzeiro Belo Horizonte | 22.09.1976 | 0        | 0        | 0           | 0          |
| 21                | Viola                   | Corinthians             | 01.01.1969 | 1        | 0        | 0           | 0          |
| Trainer           |                         |                         |            |          |          |             |            |
|                   | Carlos Alberto Parreira |                         | 27.02.1943 |          |          |             |            |

## Spiele der brasilianischen Mannschaft

### Vorrunde
Brasilien –  Russland 2:0 (1:0)
Stadion: Stanford Stadium (Palo Alto)
Zuschauer: 81.061
Schiedsrichter: Lim Kee Chong (Mauritius)
Tore: 1:0 Romário (26.), 2:0 Raí (52.) 11 m
 Brasilien –  Kamerun 3:0 (1:0)
Stadion: Stanford Stadium (Palo Alto)
Zuschauer: 83.401
Schiedsrichter: Arturo Brizio Carter (Mexiko)
Tore: 1:0 Romário (39.), 2:0 Márcio Santos (66.), 3:0 Bebeto (73.)
 Brasilien –  Schweden 1:1 (0:1)
Stadion: Pontiac Silverdome (Pontiac)
Zuschauer: 77.217
Schiedsrichter: Sándor Puhl (Ungarn)
Tore: 0:1 K. Andersson (23.), 1:1 Romário (46.)
In Brasiliens der Gruppe B wurde der bis dahin dreifache Weltmeister seiner Favoritenrolle gerecht; insbesondere das Sturmduo Romario und Bebeto überzeugte. Gegen Russland und Kamerun gewann das Team von Carlos Alberto Parreira, im letzten Gruppenspiel schafften die defensiv ausgerichteten Schweden gegen die Brasilianer ein Unentschieden. Schweden, das eher mäßig ins Turnier startete, zog als zweite Mannschaft in das Achtelfinale ein. Russland konnte nur im letzten Gruppenspiel überzeugen. Dabei traf Oleg Salenko als erster und bis dahin einziger Spieler der WM-Geschichte fünfmal in einem Spiel das Tor. Für die Russen endete die erste WM nach dem Zerfall der Sowjetunion bereits nach der Vorrunde. Kamerun konnte nicht an die Leistungen der WM von 1990 anknüpfen. Altstar Roger Milla sorgte aber für einen Rekord im für den Rest des Turniers letztlich unbedeutenden Spiel zwischen Kamerun und Russland. Mit seinen 42 Jahren erzielte er sich als bis dahin ältester Spieler der WM-Geschichte ein Tor.

### Achtelfinale
| 84.147 | Stanford Stadium (Palo Alto) | Brasilien | Vereinigte Staaten | Joël Quiniou (Frankreich) | 1:0 (0:0) | 1:0 Bebeto (72.) |

Brasilien war gegen den Gastgeber USA Favorit und musste nach einem Platzverweis gegen Leonardo mehr als eine Halbzeit lang mit zehn Mann spielen. Spanien-Legionär Bebeto erzielte den Siegtreffer achtzehn Minuten vor Abpfiff.

### Viertelfinale
| 63.500 | Cotton Bowl (Dallas) | Niederlande | Brasilien | Rodrigo Badilla (Costa Rica) | 2:3 (0:0) | 0:1 Romário (53.) 0:2 Bebeto (63.) 1:2 Bergkamp (64.) 2:2 Winter (76.) 2:3 Branco (81.) |

Im Viertelfinale zwischen Brasilien und den Niederlanden konnten die Niederländer zunächst eine 2:0-Führung der Brasilianer aufholen. Ein Freistoßtor von Branco in der 81. Spielminute sorgte jedoch für die Entscheidung zugunsten der Südamerikaner.

### Halbfinale
| 91.856 | Rose Bowl (Pasadena) | Brasilien | Schweden | José Torres Cadena (Kolumbien) | 1:0 (0:0) | 1:0 Romário (80.) |

Brasilien konnte sich im Halbfinale auch gegen die Schweden durchsetzen. Lange Zeit fiel kein Tor, bis sich Stürmerstar Romario mit einem Solo gegen die ansonsten dicht gestaffelte schwedische Abwehr durchsetzte und das 1:0 in der 80. Minute erzielte. In den verbleibenden zehn Minuten gelang Schweden nicht der Ausgleich.

### Finale
| 94.194 | Rose Bowl (Pasadena) | Brasilien | Italien | Sándor Puhl (Ungarn) | 0:0 n. V., 3:2 n. E. | Elfmeter: Franco Baresi vorbei Márcio Santos gehalten Albertini getroffen Romário getroffen Evani getroffen Branco getroffen Massaro gehalten Dunga getroffen R. Baggio vorbei |

Das Endspiel zwischen Brasilien und Italien war von einer sehr ausgeprägten Defensivtaktik der Italiener geprägt, die scheinbar von vornherein auf ein Elfmeterschießen gegen die technisch sehr starken Brasilianer spekulierten. Nachdem während der regulären Spielzeit und der folgenden Verlängerung kein Tor gefallen war, hatten jedoch die Brasilianer im Elfmeterschießen die besseren Nerven. Erfahrene Spieler wie Baresi, Massaro und Roberto Baggio, dessen Elfmeter über das Tor von Taffarel ging, scheiterten bei dem Versuch, den WM-Titel zum vierten Mal nach Italien zu holen. Während Marcio Santos den ersten Elfmeter der Brasilianer verschoss, trafen Romario, Branco und Dunga und sicherten den 3:2-Erfolg zum vierten WM-Titel für die brasilianische Auswahl.
| Weltmeister 1994        |
| ----------------------- |
| Brasilien Vierter Titel |